# It’s Alright (East 17-dal)
Az It's Alright című dal az angol East 17 nevű fiúcsapat 6. és egyben utolsó kimásolt kislemeze a Walthamstow című stúdióalbumról. A dal Ausztráliában 1994-ben a legnagyobb slágernek számított, és 7 héten keresztül volt listavezető, valamint az év végén a negyedik legjobban fogyó kislemez volt.
A dal nagyon sikeres volt Európa szerte, így Franciaországban, Írországban és Svájcban is listavezető volt. Az Egyesült Királyságban 3. helyezett volt a kislemezlistán, Németországban pedig a 2. helyet érte el.
A kislemezből 200 000 darabot értékesítettek az Egyesült Királyságban.
Az Egyesült Királyságban és Európában megjelent kazetta maxi tartalmazott egy karácsonyi üdvözlőlapot, valamint egy karácsonyi üzenetet Tony Mortimertől.

## Megjelenések
12"  London Records – 857361
- A1	It's Alright (Uncle Bob's All Strung Out Mix) - 7:10 Mixed By – Paul Wright, Producer – The Power Syndicate, Remix, Producer [Additional] – Phil Kelsey
- A2	It's Alright (Big Boss 12" Mix) - 3:42 Producer – The Power Syndicate
- B1	It's Alright (Swing Mix) - 3:53 Producer – Mykaell Riley
- B2	It's Alright (BiffCo Mix) - 8:59 Remix – BiffCo

CD Maxi Single  London Records – 857 379.2
1. It's Alright (The Guvnor Mix) - 4:43
2. It's Alright (The Ballad Mix) - 5:18 Producer – Phil Harding & Ian Curnow
3. It's Alright (Diss-Cuss Mix) - 6:53 Engineer [Remix Engineer] – Phil Dane, Remix [Remixed By] – Andronicus, DJ Malcolm, Diss-Cuss
4. It's Alright (Diss-Cuss Dub) - 7:02 Engineer [Remix Engineer] – Phil Dane, Remix [Remixed By] – Andronicus, DJ Malcolm, Diss-Cuss

## Slágerlista

### Legjobb helyezések
| Slágerlista (1993–94)                        | Legjobb helyezések |
| -------------------------------------------- | ------------------ |
| Ausztrália (ARIA)                            | 1                  |
| Ausztria (Ö3 Austria Top 40)                 | 5                  |
| Belgium (Ultratop 50 Flanders)               | 6                  |
| Finnország (Suomen virallinen lista)         | 15                 |
| Franciaország (SNEP)                         | 1                  |
| Németország (Official German Charts)         | 2                  |
| Írország (IRMA)                              | 1                  |
| Izrael (Media Forest)                        | 1                  |
| Japán (Oricon)                               | 12                 |
| Litvánia (EHR)                               | 2                  |
| Hollandia (Dutch Top 40)                     | 4                  |
| Norvégia (VG-lista)                          | 8                  |
| Svédország (Sverigetopplistan)               | 26                 |
| Svájc (Schweizer Hitparade)                  | 1                  |
| Egyesült Királyság (Official Charts Company) | 3                  |

### Év végi összesítések
| Slágerlista (1993)                           | Helyezés |
| -------------------------------------------- | -------- |
| Egyesült Királyság (Official Charts Company) | 44       |
| Slágerlista (1994)                           | Helyezés |
| Ausztrália (ARIA)                            | 4        |
| Ausztria (Ö3 Austria Top 40)                 | 21       |
| Hollandia (Dutch Top 40)                     | 45       |
| Európa (Eurochart Hot 100)                   | 9        |
| Franciaország (SNEP)                         | 10       |
| Németország (Official German Charts)         | 9        |
| Svájc (Schweizer Hitparade)                  | 9        |
| Egyesült Királyság (Official Charts Company) | 95       |

### Minősítések
| Ország                   | Minősítés | Eladások |
| ------------------------ | --------- | -------- |
| Ausztrália (ARIA)        | platina   | 70.000   |
| Németország (BVMI)       | platina   | 500.000  |
| Franciaország (SNEP)     | arany     | 250.000  |
| Egyesült Királyság (BPI) | platina   | 500.000  |

## Feldolgozások
A dalt Kim Wilde 2011 augusztus 19-én jelentette meg saját feldolgozásában, mely Snaphots című stúdióalbumán kapott helyet. A dal a német kislemezlistán a 98. helyig jutott.

## A dal felhasználása a médiában
- 2009 februárjában a Müller joghurt cég használta fel a dalt egyik hirdetésének háttérzenéjeként.
- 2009-ben a dalt egy gépkocsi biztosításra ösztönző reklámban használták fel.
- 2010-ben az Egyesült Királyságbeli Big Brother Big Mouth című sorozatában hangzott fel a dal.
- 2015 júniusában a dalt a Hutchinson 3 nevű mobilcég hirdetésében szerepeltették.[32]